# Partido Pheu Thai
O Partido Pheu Thai (PTP ou PT; em tailandês: พรรคเพื่อไทย; literalmente: "Partido por Tai") é um influente partido político conservador liberal, liberalista e populista de centro-direita da Tailândia. É a terceira encarnação do Partido Thai Rak Thai, fundado pelo ex-primeiro-ministro Thaksin Shinawatra em 1998. Como as encarnações anteriores, o Pheu Thai é o principal veículo político da família Shinawatra.
O Pheu Thai foi fundado em 20 de setembro de 2007 como um substituto antecipado do Partido do Poder Popular, que o Tribunal Constitucional da Tailândia dissolveu menos de três meses depois, após considerar seus membros culpados de fraude eleitoral. O  Partido do Poder Popular era, por sua vez, um substituto do Thai Rak Thai de Thaksin, que foi dissolvido pelo Tribunal em maio de 2007 por violação das leis eleitorais.
Em 2024, o PTP registrou 31.734 membros. O partido está sendo liderado por Paetongtarn Shinawatra, uma empresária filha do ex-primeiro-ministro Thaksin Shinawatra. Ganhou 141 assentos na eleições gerais de 2023, tornando-se o partido com o segundo maior número de assentos na Câmara dos Deputados.
Assim como seus predecessores, o Pheu Thai adota certas políticas que apelam aos mais pobres de áreas rurais e urbanas. O partido tende a ser mais popular entre os agricultores de subsistência e a classe trabalhadora rural encontrada, principalmente, nas regiões Norte e Nordeste da Tailândia. Antes das eleições gerais de 2023, fez campanha com políticas economicamente populistas, incluindo depósitos em dinheiro (฿10,000 na carteira digital), expansão da cobertura de saúde e aumento do salário mínimo.
O partido é majoritariamente liberal em questões sociais, apoiando democracia, desmantelamento do recrutamento militar, descriminalização do trabalho sexual e legalização do matrimônio gay. É conservador na reforma das leis lesa-majestade e se opõe às reformas da monarquia.
O partido é considerado pró-negócios e economicamente liberal. Sob a administração Yingluck (2011-2014), aprovou vários cortes no imposto corporativo e considerou reduzir ainda mais o imposto de renda corporativo, buscando impulsionar a inovação e o crescimento dos negócios.

## Resultados eleitorais

### Eleições gerais
| Eleição | Assentos                                       | Votos                                          | %                                              | +/-                                            | Resultado                                      | Líder eleitoral        |
| ------- | ---------------------------------------------- | ---------------------------------------------- | ---------------------------------------------- | ---------------------------------------------- | ---------------------------------------------- | ---------------------- |
| 2011    | 265 / 500                                      | 15.744.190                                     | 48,41%                                         | 76                                             | Governo de coalizão                            | Yingluck Shinawatra    |
| 2014    | Eleição anulada (Considerada inconstitucional) | Eleição anulada (Considerada inconstitucional) | Eleição anulada (Considerada inconstitucional) | Eleição anulada (Considerada inconstitucional) | Eleição anulada (Considerada inconstitucional) | Yingluck Shinawatra    |
| 2019    | 136 / 500                                      | 7.920.630                                      | 22,29%                                         | 129                                            | Oposição                                       | Sudarat Keyuraphan     |
| 2023    | 141 / 500                                      | 10.962.522                                     | 28,86%                                         | 5                                              | Governo de coalizão                            | Paetongtarn Shinawatra |

### Eleição para a Administração Metropolitana da Banguecoque

#### Eleições para governador de Banguecoque
| Eleição | Candidato(a)                  | Votos     | %      | Resultado  |
| ------- | ----------------------------- | --------- | ------ | ---------- |
| 2009    | Yuranunt Pamornmontri         | 611.669   | 29,06% | Não eleito |
| 2013    | Pongsapat Pongcharoen         | 1.077.899 | 40,97% | Não eleito |
| 2022    | Chadchart Sittipunt (apoiado) | 1.386.769 | 52,65% | Eleito     |

#### Eleições para o Conselho Metropolitano de Banguecoque
| Eleição | Assentos | Votos   | %      | +/- |
| ------- | -------- | ------- | ------ | --- |
| 2010    | 15 / 61  |         |        | 5   |
| 2022    | 20 / 50  | 620.009 | 26,77% | 5   |

#### Eleições para o Conselho Distrital
| Eleições | Assentos | Votos | % | +/- |
| -------- | -------- | ----- | - | --- |
| 2010     | 65 / 361 |       |   | 5   |